# 寻枪
《寻枪》（英語：The Missing Gun）是2002年上映的一部中国电影。本片是陆川导演和编剧的处女作，主要演员有姜文、宁静、石凉、伍宇娟等。
电影改编自中国作家凡一平的小说《寻枪记》，情节围绕中国贵州山区的小镇警察马山在遗失配枪后寻枪的历程展开。电影表达了现代人迷失自我与拯救自我的主题。本片被认为模仿与借鉴了日本导演黑泽明的名作《野良犬》，该片也围绕着寻枪这一主线展开。
2002年4月21日，电影在第九届北京大学生电影节上首映。4月28日，电影在上海试映，成为中国首部采用数字技术放映的电影。同年5月9日电影在中国各地正式公映。

## 剧情大纲

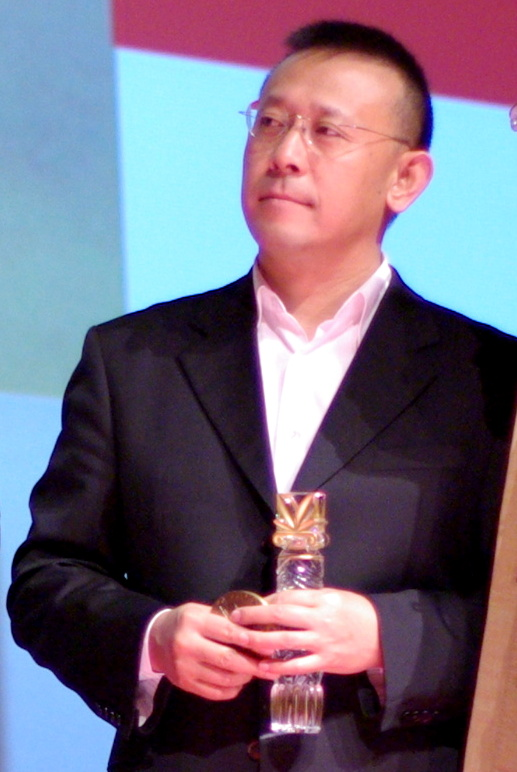
本片男主演姜文

马山（姜文饰）是贵州山区小镇的一名普通警察，从来都是枪不离身。一晚在参加完妹妹婚宴后，他喝得酩酊大醉被人送回家中，次日早上醒来时竟发现配枪不翼而飞，而更要命的是枪中还有三枚子弹。于是当晚所有参加婚礼的人都成了马山的怀疑对象。
马山在小镇到处寻访枪的下落。卖羊肉粉的结巴刘（魏晓平饰）看见他就不再结巴，这令马山心生疑虑。马山决定对重点嫌疑人一一排查，开始寻找那天送他回家的小商人周小刚（石凉饰）。令人意外的是，在周家前来开门的竟是马山的初恋情人李小萌（宁静饰）。案情变得越发扑朔迷离，而此时马山对李小萌的感情和丢枪的怀疑纠结在一起，又引发了马山妻子韩晓芸（伍宇娟饰）对丈夫移情别恋的担忧。随后一天深夜，李小萌被人用马山的枪杀死在周小刚的家中，马山作为犯罪嫌疑人被逮捕，马家平静的生活终于被打破，马山的妻儿都陷入深深的恐惧之中。
尽管精神高度紧张，马山在牢房中经过细致分析得出杀人凶手的目标是周小刚却误杀了李小萌的结论。此后的弹道分析证实了他的判断，马山重获自由继续他的寻枪之路。他顺藤摸瓜，查出周小刚原来是制造假酒的贩子，于是决定假扮周小刚外出，引诱凶手再次现身。果不其然，凶手浮出水面，正是马山最初怀疑的结巴刘，马山此时却不幸中弹。事情至此才算真相大白：周小刚制贩假酒害死了结巴刘的亲人，愚昧无知的他决定偷枪杀人复仇。
面对乌黑的枪口，马山突然明白过来，要想终结这场悲剧，不再让结巴刘继续杀人，只有让最后这枚子弹射入自己的身体，这是他补救过错的唯一办法。他用一把假枪作威胁迫使结巴又向他开了一枪，挣扎中，马山用手铐将结巴刘和自己铐在一起。在影片的结尾，马山拿着寻到的手枪从血泊中站起，迎着阳光，含着泪水，却是微笑着走向远方。这里有两种理解，一种说法是马山以身殉职，片尾出现的是他临终的幻觉或者是灵魂，另一种理解则说马山并没有死。

## 演员阵容
- 姜文 饰 马山，小镇警察，枪的失主。
- 伍宇娟 饰 韩晓芸 ，马山妻子，小学教师。
- 宁静 饰 李小萌，马山初恋情人。
- 石凉 饰 周小刚，小商人，假酒贩子。
- 魏晓平 饰 结巴刘，卖羊肉粉的，杀人凶手。
- 韩三平 客串 公安局长一角。

## 拍摄与制作

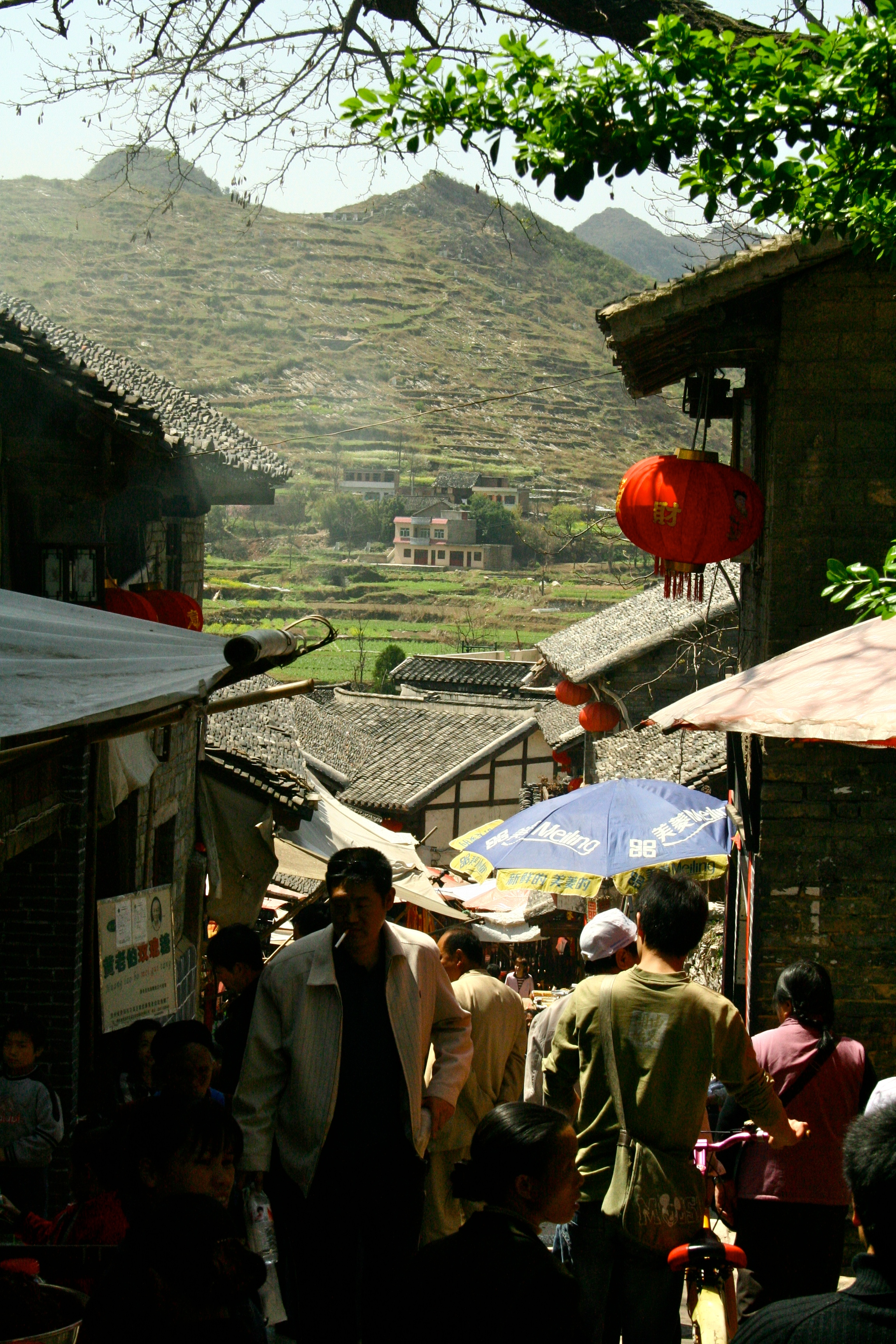
影片取景地贵阳青岩古镇

电影剧本的蓝本小说《寻枪记》由作家凡一平创作，发表于1999年《十月》第4期，导演陆川以一万元的低价买下小说的电影改编权。经过两年时间剧本几易其稿，在获得投资方华谊兄弟的认可和监制兼主演姜文的加盟之后，于2001年5月10日开机拍摄。电影最初选择在广西昭平县黄姚镇取景，但后来因贵州省大力邀请，影片最终定在贵州省贵阳市青岩镇拍摄。《寻枪》是中国首部运用GDC(环球数码)旗下的DSR数码影院服务系统的胶片数码版电影。

## 参展与票房
作为2002年第9届北京大学生电影节参展影片，本片获得最佳导演处女作奖。此外，本片获选参与第59届威尼斯电影节逆流而上非竞赛单元奖的角逐，虽在媒体中反应不错，但并未获得任何奖项。
影片自2002年5月9日在北京首映以来，一周内即取得超过一百万票房，超过同期上映的好莱坞影片《指环王：护戒使者》，而中国总票房约700万元。

## 反响与评价

### 肯定
本片作为陆川导演和编剧的处女作，获得不少好评。有评论认为其为中国电影开创了一种新的模式，《南方周末》甚至评论说，它“结束了电影在中国被神秘化的历史”，开创了“平民电影的新时代”。此外，本片亦是中国首部以数字方式放映的电影。

### 批评
也有评论指出影片过分运用电影技巧，却忽视了剧本平庸的先天不足，同时借助媒体炒作票房、明星以及海外销售成绩，引起观众反感。还有声音指责本片有抄袭日本导演黑泽明的名作《野良犬》的嫌疑。因本片对白采用贵州方言，国家语言文字工作委员会批评称此举有负面的示范效应，将影响推广普通话工作的开展。然而根据《中华人民共和国国家通用语言文字法》的规定，戏曲、影视等艺术形式根据需要，可以使用方言。

### 获得奖项
- 2001年 2001年度台湾优良剧本大奖
- 2002年 北京大学生电影节 最佳导演处女作奖
- 2002年 新周刊中国年度新锐榜年度最佳电影
- 2002年 卫视周刊年度全球十大电影 年度最佳导演
- 2002年 上海影评人协会 年度十大国产片
- 2003年 第3届华语电影传媒大奖 内地最佳处女作奖、内地最佳影片奖
- 2003年 中国全国法制题材电影电视节（剧）目“金剑奖” 电影二等奖
- 2003年 预告片金像奖（英语：Golden Trailer Awards） 最佳外语片奖提名